# Wu Fang-hsien
Wu Fang-hsien (Taipei, 15 luglio 1999) è una tennista taiwanese.

## Carriera
Ha vinto 21 titoli nel doppio nel circuito ITF in carriera. Ha raggiunto la sua migliore posizione nel doppio WTA, al numero 45, il 29 gennaio 2024.

## Statistiche WTA

### Doppio

#### Vittorie (3)
| Legenda              |
| -------------------- |
| Grande Slam (0)      |
| Ori Olimpici (0)     |
| WTA Finals (0)       |
| WTA Elite Trophy (0) |
| Dal 2021             |
| WTA 1000 (0)         |
| WTA 500 (0)          |
| WTA 250 (3)          |

| N. | Data            | Torneo                       | Superficie | Compagna       | Avversarie in finale                 | Punteggio   |
| 1. | 5 febbraio 2023 | Thailand Open, Hua Hin       | Cemento    | Chan Hao-ching | Wang Xinyu Zhu Lin                   | 6-1, 7-6(6) |
| 2. | 5 gennaio 2025  | ASB Classic, Auckland        | Cemento    | Jiang Xinyu    | Aleksandra Krunić Sabrina Santamaria | 6-4, 6-3    |
| 3. | 11 gennaio 2025 | Hobart International, Hobart | Cemento    | Jiang Xinyu    | Monica Niculescu Fanny Stollár       | 6-1, 7-6(6) |

#### Sconfitte (3)
| Legenda              |
| -------------------- |
| Grande Slam (0)      |
| Argenti Olimpici (0) |
| WTA Finals (0)       |
| WTA Elite Trophy (0) |
| Dal 2021             |
| WTA 1000 (1)         |
| WTA 500 (1)          |
| WTA 250 (1)          |

| N. | Data             | Torneo                      | Superficie | Compagna    | Avversarie in finale          | Punteggio    |
| 1. | 26 febbraio 2023 | Mérida Open, Mérida         | Cemento    | Wang Xinyu  | Caty McNally Diane Parry      | 0-6, 5-7     |
| 2. | 3 agosto 2024    | Washington Open, Washington | Cemento    | Jiang Xinyu | Asia Muhammad Taylor Townsend | 6(0)-7, 3-6  |
| 3. | 15 febbraio 2025 | Qatar Ladies Open, Doha     | Cemento    | Jiang Xinyu | Sara Errani Jasmine Paolini   | 5-7, 6(10)-7 |

## Circuito WTA 125

### Doppio

#### Vittorie (2)
| N. | Data             | Torneo                     | Superficie    | Compagna     | Avversarie in finale           | Punteggio        |
| 1. | 17 novembre 2019 | Taipei Ladies Open, Taipei | Sintetico (i) | Lee Ya-hsuan | Dalila Jakupovič Danka Kovinić | 4-6, 6-4, [10-7] |
| 2. | 10 giugno 2023   | Makarska Open, Macarsca    | Terra rossa   | Ingrid Neel  | Anna Sisková Renata Voráčová   | 6-3, 7-5         |

#### Sconfitte (1)
| N. | Data           | Torneo                           | Superficie  | Compagna    | Avversarie in finale               | Punteggio        |
| 1. | 14 luglio 2024 | Grand Est Open 88, Contrexéville | Terra rossa | Zhang Shuai | Oksana Kalašnikova Iryna Šymanovič | 7-5, 3-6, [7-10] |